# Площа Героїв Євромайдану (Тернопіль)
Пло́ща Геро́їв Євромайда́ну (до 23 січня 2014 року — Майдан Мистецтв)  — один з майданів у середмісті Тернополя. Від майдану беруть початок вулиці Старий Поділ та Патріарха Мстислава.

## Історія
Наприкінці XVIII — початку XIX століть місто розбудовувалося завдяки щорічним ярмаркам, Тернопіль ставав центром торгівлі збіжжям. Пшеницю та інше збіжжя продавали спочатку на площі Ринок (нині — майдан Волі), хлібному ринку (площа Казімєжа) (нині — частина вулиці Дениса Січинського). У місті великих складів для збіжжя не було, а тому все прибувало з Російської імперії та відправлялось до Львова, Катовіце й Щецина. З часом на площі Ринок було заборонено торгівельну діяльність, а тому у польські часи торгівля збіжжям переїхала на площу — Торговиця Збіжжям (нині — площа Героїв Євромайдану). Від цієї площі починалися дві вулиці — Подільська Нижча та Подільська Вища.
З приходом радянської влади площу було перейменовано на площу Ленінського комсомолу. Торгівлю було перенесено на територію ринку, а на цьому місті був облаштований автовокзал. Звідси відправлялись автобуси по всій області, а також в столицю України. 
У 1970-х роках тут також проводили різноманітні святкові та мистецькі заходи. Справа й в тому, що від цієї площі відходила вулиця Танцорова, а тому йому присвячували заходи, на які приходили ветерани Другої світової війни та міські чиновники. Поряд з площею знаходився колгоспний ринок. Також тут, біля обласного краєзнавчого музею, знаходились навколо різні кіоски, де можна було придбати різноманітні продукцію, як одяг, вино, хліб.

## Архітектура
На площі Героїв Євромайдану виділяється споруда обласного краєзнавчого музею (архітектор Олег Головчак), яку було відкрито у 1982 році. Її оригінальний архітектурний об'єм обумовлений функціональним призначенням закладу культури.
Поруч з музеєм будується (з 1986 року) нове приміщення Тернопільської обласної універсальної наукової бібліотеки, проєкт якої розробив архітектор Олег Головчак ще у 1981 році.
На початку 1990-х років на площі діяв кінотеатр «Україна» (нині — торговельний комплекс «Grand») та краєзнавчий музей, неподалік знаходилася художня школа, а також мали звести нове приміщення музичного училища імені Соломії Крушельницької.

## Перейменування
23 січня 2014 року майдан Мистецтв перейменований на площу Героїв Євромайдану, на честь полеглих під час сутичок у Києві, а також через численні факти побиття мирних громадян.
30 січня 2014 року прокурор міста Тернополя Віталій Сідоров звернувся з позовною заявою у Тернопільський окружний адміністративний суд про визнання протиправним та скасування рішення сесії міської ради щодо перейменування Майдану Мистецтв на Площу Героїв Євромайдану
11 лютого 2014 року Тернопільський окружний адміністративний суд ухвалив рішення, яким відмовив у задоволенні адміністративного позову прокуратури міста Тернополя про визнання протиправним та скасування рішення сесії міськради щодо перейменування Майдану Мистецтв на Площу Героїв Євромайдану.
24 лютого 2014 року відбулося офіційне відкриття площі, на яку прийшло декілька тисяч тернополян зі свічками, з метою  вшанували пам'яті загиблих на Майдані.

## Пам'ятники

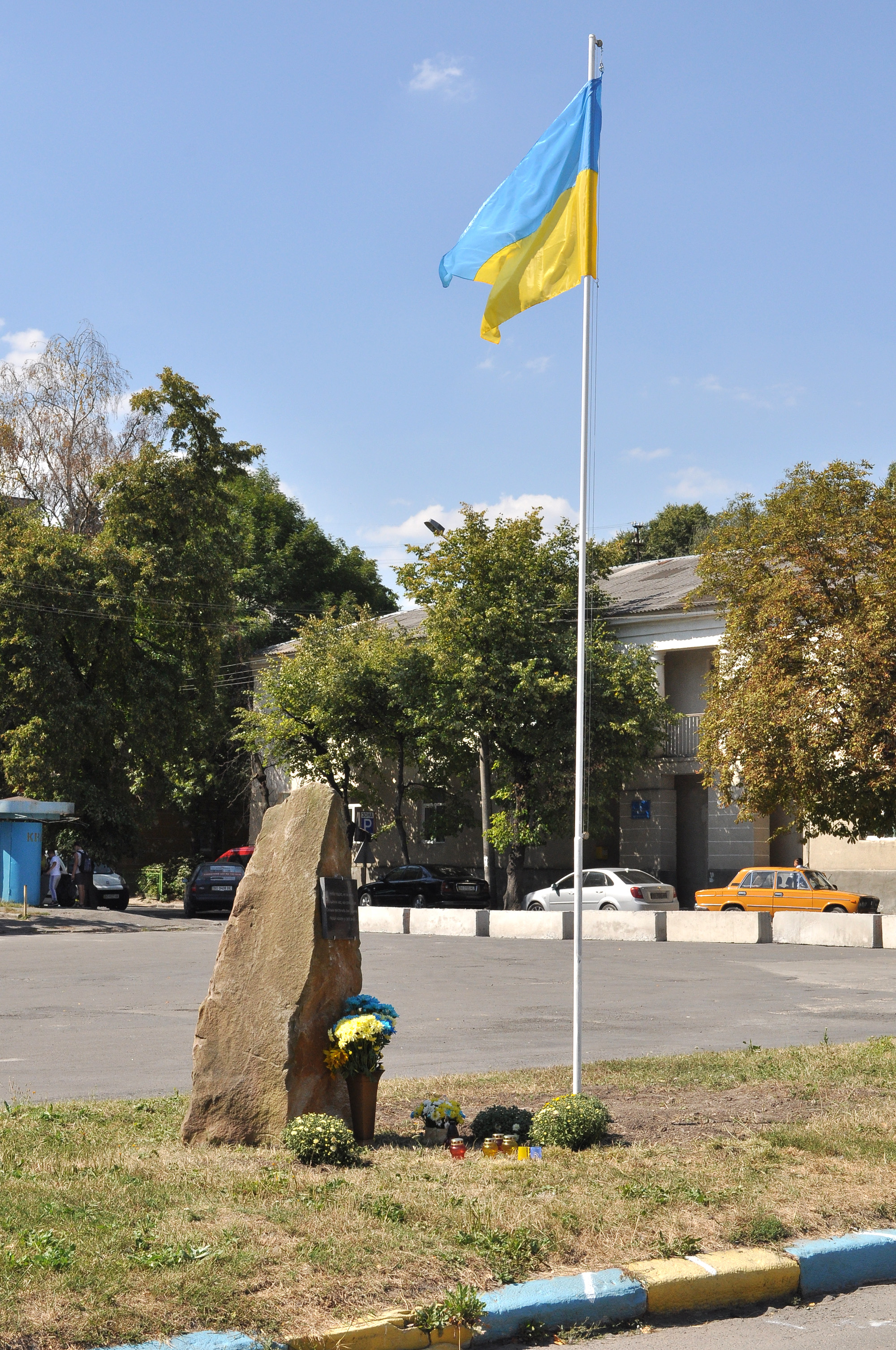
Камінь-нагадування на місці майбутнього пам'ятника Небесній сотні

Ще від 1989 року на площі планували встановити пам'ятник Соломії Крушельницькій. Але вже у 2000-х роках від цієї ідеї відмовилися і пам'ятник співачці був встановлений на бульварі Тараса Шевченка.
Після перейменування майдану на Площу Героїв Євромайдану було вирішено звести пам'ятник Небесній сотні. Урочисте відкриття пам'ятника відбулося на свято Покрови Пресвятої Богородиці та в день УПА — 14 жовтня 2016.

## Сквер
- Сквер Волонтерів пам'яті Віктора Гурняка.

## Масові заходи
30 березня 2014 року, у надвечір'я, центральними вулицями Тернополя пройшла велелюдна процесія, яка об'єднала понад 20 тисяч християн усіх конфесій у молитві за мир і неподільність України. Маршрут пролягав через площу Героїв Євромайдану, щоб молитовно вшанувати осіб, які віддали свої життя за Україну під час кривавих подій у Києві.

Хресна хода на площі Героїв Євромайдану
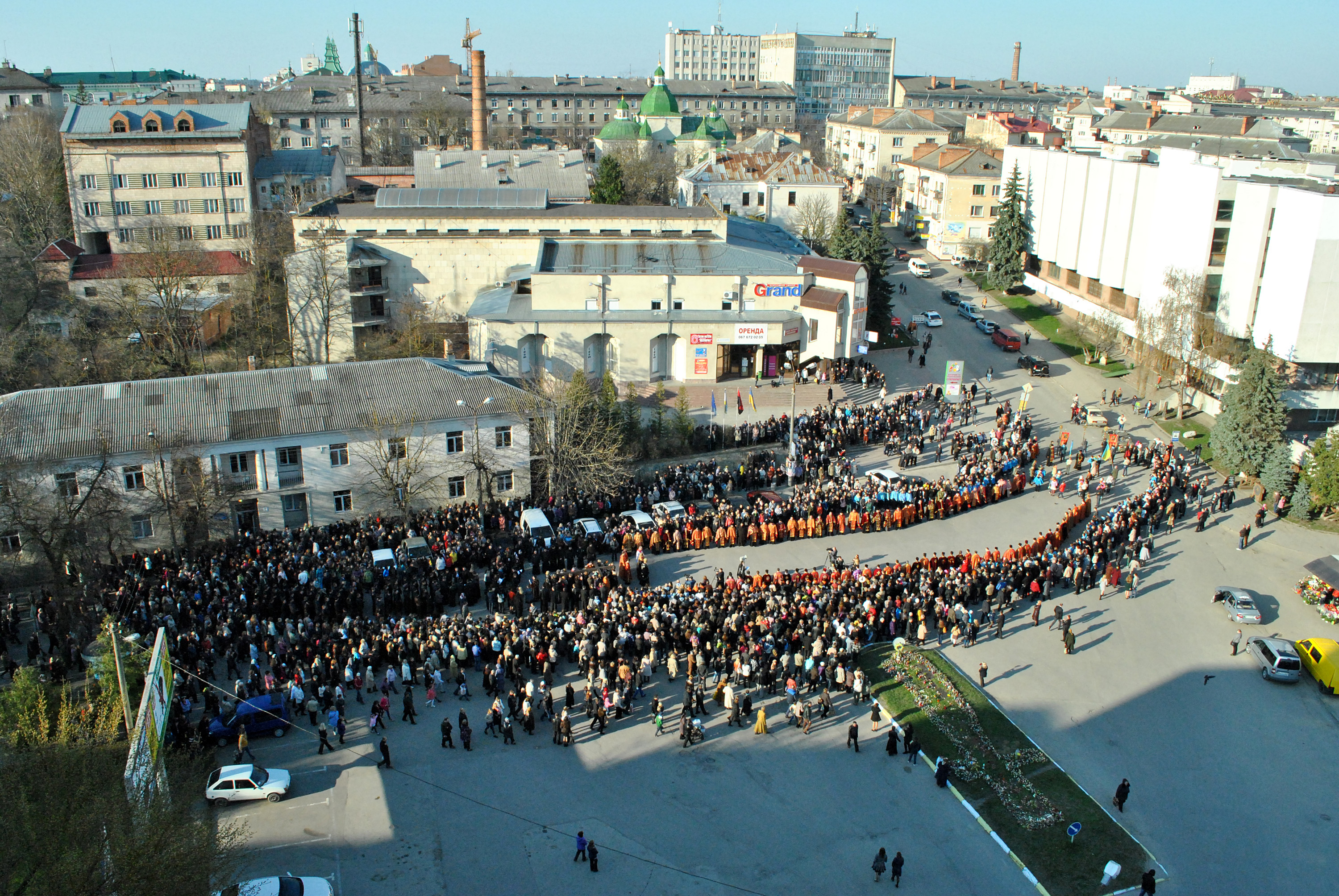
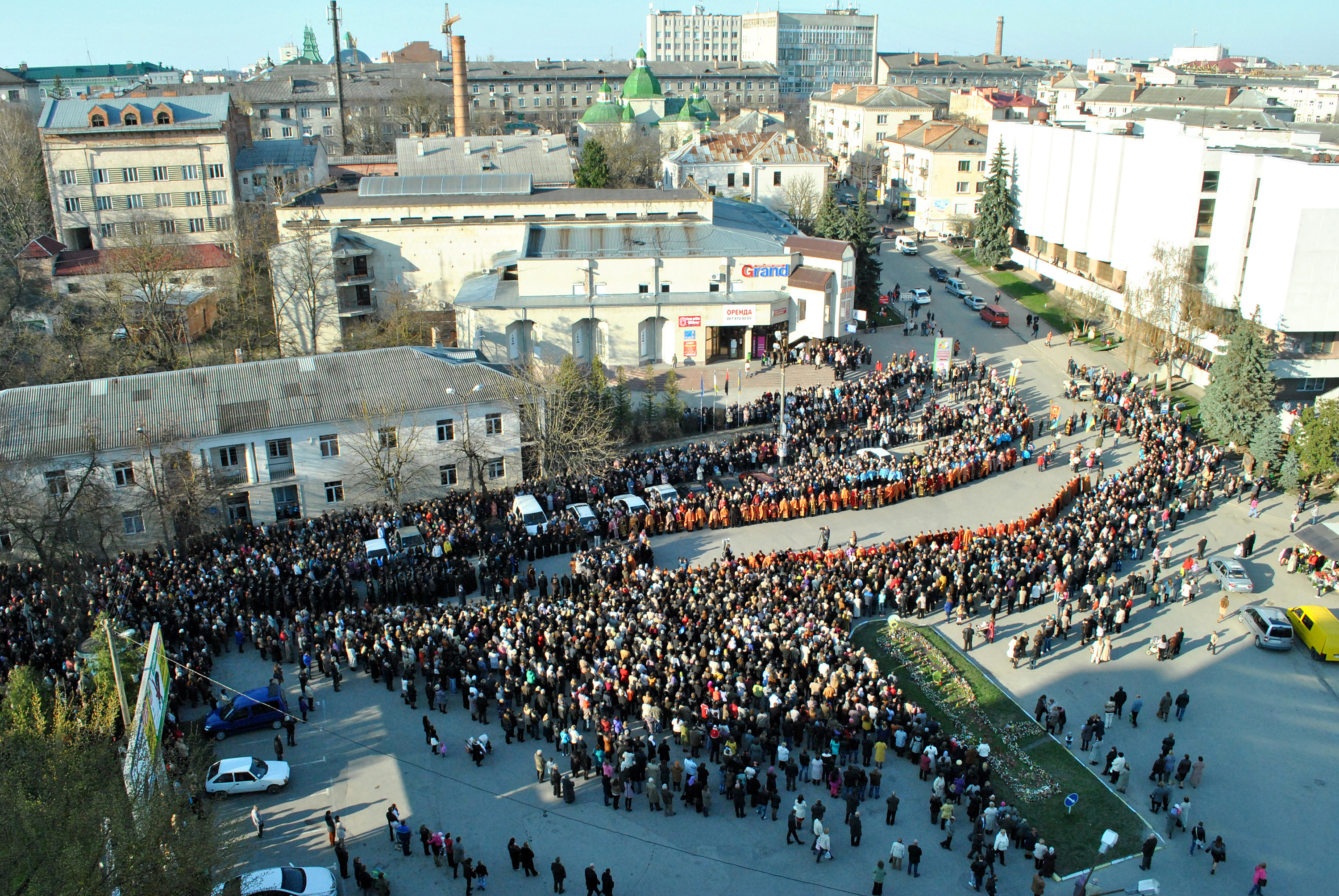
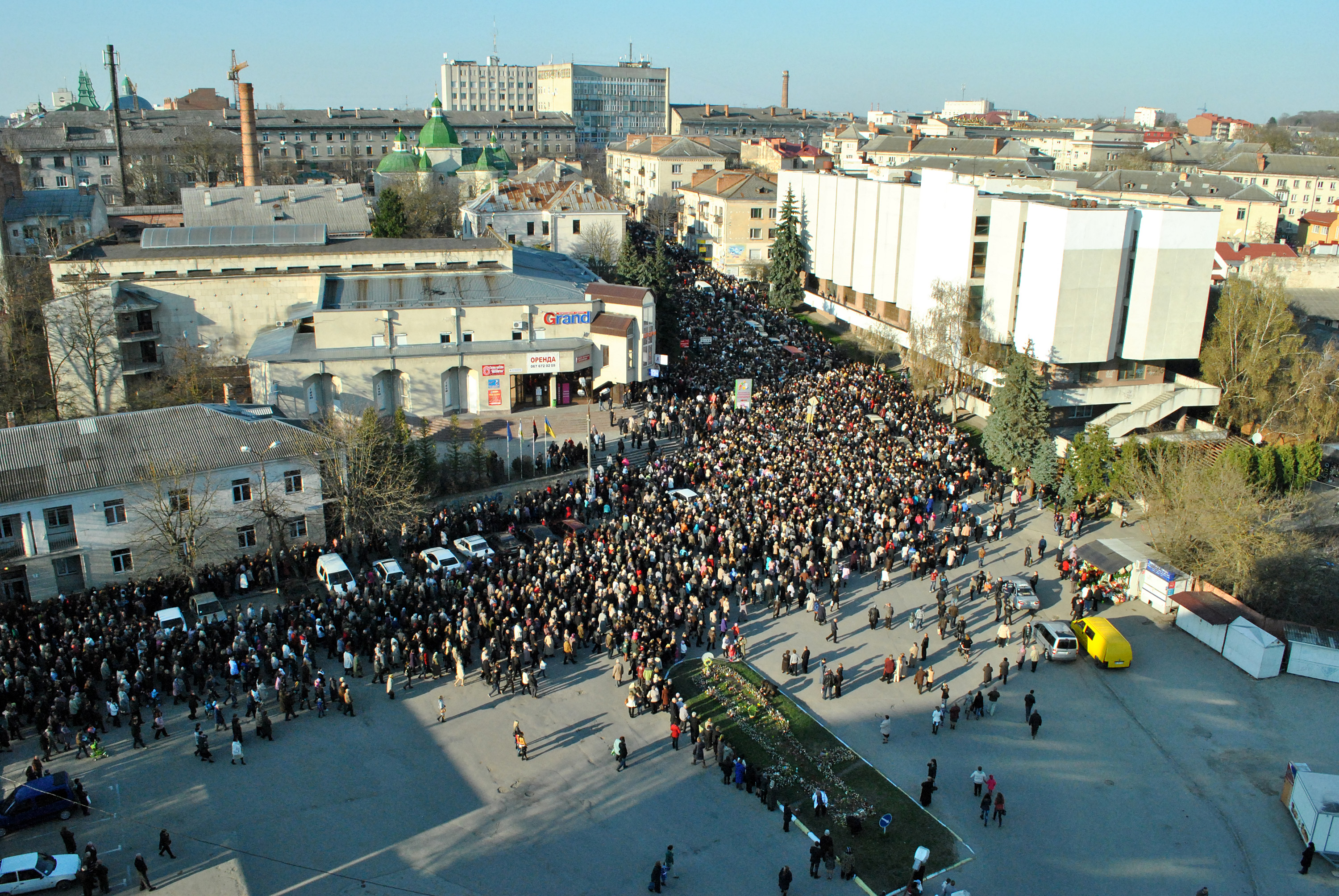